# Béla Zulawszky
Béla Zulawszky (Tokaj, 23 ottobre 1869 – Sarajevo, 24 ottobre 1914) è stato uno schermidore ungherese, vincitore di una medaglia d'argento nella scherma ai giochi olimpici.